# Acanthephyra pelagica
Acanthephyra pelagica är en kräftdjursart som först beskrevs av Risso 1816.  Acanthephyra pelagica ingår i släktet Acanthephyra och familjen Oplophoridae. Inga underarter finns listade i Catalogue of Life.